# Пам'ятки архітектури Любешівського району
Станом на 1 січня 2009 року у Любешівському районі Волинської області нараховується 9 пам'яток архітектури, з яких 4 — національного значення.
| № п/п                  | Найменування пам'ятки (матеріал)             | Адреса                 | Дата спорудження (автор) | Охор. № та № у комплексі | Дата і № рішення                                  |
| Національного значення | Національного значення                       | Національного значення | Національного значення   | Національного значення   | Національного значення                            |
| ---------------------- | -------------------------------------------- | ---------------------- | ------------------------ | ------------------------ | ------------------------------------------------- |
| 1                      | Іосафівська церква (Іоанна Богослова) (дер.) | с. Бірки               | 1769 р.                  | 1038                     | Постанова Ради Міністрів УРСР від 06.09.79 № 442  |
| 2                      | Успенська церква (дер.)                      | с. Велика Глуша        | 1779 р.                  | 1039                     | Постанова Ради Міністрів УРСР від 06.09.79 № 442  |
| 3                      | Келії монастиря піарів (мур.)                | вул. Незалежності, 54  | 1684 р.                  | 1036                     | Постанова Ради Міністрів УРСР від 06.09.79 № 442  |
| 4                      | В'їзна арка садиби (мур.)                    | вул. Бондаренка, 75    | 18 ст                    | 1037                     | -//-                                              |
| Місцевого значення     |                                              |                        |                          |                          |                                                   |
| 5                      | Костел і келії монастиря капуцинів (м)       | вул. Незалежності, 95  | 18 ст.                   | 205-м                    | Рішення виконкому обласної ради від 03.04.92 № 76 |
| 6                      | Хрестовоздвиженська церква (дер.)            | с. Бихів               | 1757 р.                  | 202-м                    | -//-                                              |
| 7                      | Почаєво-Богородицька церква (дер.)           | с. Залаззя             | 1773 р.                  | 203-м                    | -//-                                              |
| 8                      | Покровська церква (дер.)                     | с. Залізниця           | 1745 р.                  | 204-м                    | -//-                                              |
| 9                      | Церква Різдва Богородиці (дер.)              | с. Мала Глуша          | 1811 р.                  | 206-м                    | -//-                                              |
|                        |                                              |                        |                          |                          |                                                   |

## Джерело
- [Архівовано 9 листопада 2016 у Wayback Machine.] Пам'ятки Волинської області